# Epirhyssa amaura
Epirhyssa amaura är en stekelart som beskrevs av Porter 1978. Epirhyssa amaura ingår i släktet Epirhyssa och familjen brokparasitsteklar. Inga underarter finns listade i Catalogue of Life.